# Autobahnring Harbin
Der Autobahnring von Harbin (chinesisch 哈尔滨绕城高速公路, Pinyin Hāěrbīn ràochéng gāosù gōnglù, englisch Harbin Ring Expressway), chin. Abk. G1001, ist ein lokaler Autobahnring rund um die Metropole Harbin im Nordosten der Volksrepublik China. Er weist eine Länge von 92 km auf. Auf Teilen des Autobahnrings verläuft die überregionale Autobahn G10, außerdem zweigen die Autobahnen G1, G1011 und G1111 von ihm ab. 